# 萱野重利
萱野 重利 （かやの しげとし、寛永6年（1629年） – 元禄15年8月6日（1702年8月28日））は、江戸時代中期の武士。旗本大島家の家老。通称は七郎左衛門（しちろうざえもん）。

## 生涯
寛永6年（1629年）、5000石の旗本・大島家の家臣・萱野恒重の子として摂津国途豊郡萱野郷に生まれる。
兄・重次の養子に入って萱野家の家督を継ぎ、主家の美濃の旗本大島義近・大島義也父子に家老として仕えた。
大島氏の所領である倉橋庄（後の椋橋庄、くらはしのしょう）（現豊中市大島町）の代官を務めていた。
重利の三男・重実（三平）は、赤穂藩主・浅野長矩に仕えた。しかし赤穂藩は、長矩が吉良義央への殿中刃傷に及んだため改易となった。重実はその時の江戸からの急使として赤穂へ派遣され、そのまま大石良雄派となり神文血判の盟約にも名を連ねた。
赤穂城開城後、萱野郷の実家に身を寄せた重実に対し、大島義也は大島家への再仕官を認め、重利も仕官を勧めた。しかし重実が断ったため、仇討ちするつもりではないかと疑うようになり、一党から抜けるよう重実に命じた。元禄15年（1702年）1月、重実は忠孝の間で苦悩したすえ自刃すると、その後を追うように重利も同年8月6日に死去した。享年74。家督は長男・萱野重通が継いだ。